# البيت الملعون (مسلسل)
البيت الملعون مسلسل رعب تلفزيوني قصير من عشر حلقات أُنتج عام 2024، من تأليف نجاة حسين، وإنتاج جمال سنان، وإخراج محمد جمعة.

## قصة المسلسل
إثر حادث مفاجئ تضطر رزان و ولداها للإختباء في منزل قديم غامض تسكنه الأرواح الشريرة. تدور الأحداث حول الصراعات النفسية والاجتماعية التي تواجهها العائلة، بينما تحاول كشف أسرار المنزل الغامضة. تتصاعد الأحداث مع ظهور كوابيس متكررة، وسماع أصوات غريبة، ومواجهة أحداث خارقة للطبيعة. تكتشف العائلة تدريجيًا أن المنزل مرتبط بلعنة قديمة، وأن عليهم مواجهة ماضٍ مظلم لفك هذه اللعنة وإنقاذ أنفسهم.

## الممثلون
- سعيد سرحان
- علي منيمنة
- قحطان القحطاني
- ناصر عباس
- فرح الصراف
- ريم أرحمة
- أحمد إيراج
- باسم مغنية
- خالد أمين
- جاسم النبهان
- هدى حسين
- نجاة حسين